# Euphorbia rubriflora
Euphorbia rubriflora är en törelväxtart som beskrevs av Nicholas Edward Brown. Euphorbia rubriflora ingår i släktet törlar, och familjen törelväxter. Inga underarter finns listade i Catalogue of Life.